# Jimmy Stahr
Jimmy Stahr, född 6 maj 1935 i Köpenhamn, död 2 juni 2017, var en dansk radioprogramsvärd, författare och socialdemokratisk politiker. Han var folketingsledamot 1977-1994.
Stahr växte upp på Nørrebro. Han tog lärarexamen från Emdrupborg Statsseminarium 1958 och arbetade sedan som lärare i danska och samhällskunskap på Borup skole (1958-1967), formgivningslärare på Statens Tegnelærerkursus (1960) och som censor i danska och samhällskunskap (1963-1970). Vid sidan om läraryrket var han även frilansjournalist (1962-1967), programsekreterare (1967-1968) och programledare på barnprogrammen (1968-1977) på Danmarks Radio. Han var bl.a. programledare för frågeprogrammet Spørg Olivia och musikprogrammet Giro 413 (1996-2003). Han skrev även böcker och berättelser och författardebuterade 1962 med novellen Brillerne i Socialdemokraten. Han skrev och redigerade sedan läroböcker, barn- och ungdomsböcker och enstaka noveller och romaner för vuxna.
Stahrs politiska karriär började i lokalpolitiken som socialdemokratisk ledamot i Borup-Kimmerslev kommunfullmäktige (1964-1970). Han blev invald i Folketinget 1977 och blev partiets utbildnings-, kultur- och justitiepolitiska talesman. Från 1980 var han ordförande av justitieutskottet, ledamot i partistyrelsen och redaktör av partiets tidskrift, Ny Politik. Han blev även ordförande av kulturutskottet och vice ordförande av Færdselssikkerhedskommissionen. Han väckte stor uppmärksamhet 1992, då han anhölls för att ha snattat glass och tuggummi för nittio kronor i ett snabbköp. Som en följd av detta kandiderade han inte till Folketinget i valet 1994.
Tillsammans med författaren Eva Bendix upprättade han gräsrotsrörelsen De Nye Bedsteforældre 2003.